# Francisco Zorzi
Francisco Zorzi (1337 – 1388) da Dinastia Zorzi, foi Marquês do Marquesado de Bodonitsa, estado cruzado na Grécia. Governou de 1345 até 1388. Este Marquesado foi vassalo do Reino de Tessalónica e mais tarde vassalo do Principado de Acaia. Francisco Zorzi foi antecedido no governo do Marquesado por Nicolau I Zorzie foi seguido no governo por Jacob Zorzi.